# نيقولاي فافيلوف
نيقولاي فافيلوف (1887 - 1943) عالم وراثة وعالم نبات روسي. كانت أهم مساهماته العلمية نظريته حول مراكز أصل النباتات المزروعة، وكرس حياته لدراسة وتحسين القمح والذرة ومحاصيل الحبوب الأخرى التي تدعم سكان العالم.
اعتبر أيضاً أن التنوع النباتي لنوع ما يتركز في مكان نشوء هذا النوع. من إسهاماته الأخرى جمع أكثر من 100 ألف نبات وبذور 200 ألف نبات من الاتحاد السوفيتي والعالم.

## وصلات خارجية
- نيقولاي فافيلوف على موقع الموسوعة البريطانية (الإنجليزية)